# Arina Maratowna Arifullina
Arina Maratowna Arifullina (russisch Арина Маратовна Арифуллина; englische Schreibweise Arina Maratovna Arifullina; * 22. Januar 2006) ist eine russische Tennisspielerin.

## Karriere
Arifullina spielt bislang vor allem bei Turnieren der ITF Women’s World Tennis Tour, wo sie bisher zwei Titel im Doppel gewinnen konnte.
2023 qualifizierte sie sich Ende Mai für das Hauptfeld im Dameneinzel der mit 40.000 US-Dollar dotierten XX Montemor Ladies Open 2023, wo sie mit einem 6:3 und 6:1 Sieg gegen Sana Garakani die zweite Runde erreichte, dort aber dann mit 1:6 und 1:6 gegen Arianne Hartono verlor. Im September qualifizierte sie sich für das Hauptfeld im Dameneinzel der mit 40.000 US-Dollar dotierten OPEN 17 - Open International de tennis féminin de Saint-Palais-sur-Mer, wo sie in der ersten Runde gegen Victoria Muntean mit 2:6, 6:4 und 0:6 verlor.
2024 gewann sie im Juli in Chambéry-Bissy ihren ersten ITF-Doppeltitel. Im Dezember qualifizierte sie sich für das Hauptfeld im Dameneinzel der mit 40.000 US-Dollar dotierten Navi Mumbai Open ITF 50K, wo sie in der ersten Runde Jekaterina Jaschina mit 7:64, 5:7 und 1:6unterlag.
2025 stand sie im Februar mit ihrer Partnerin Polina Kaibekova im Doppelfinale des W15 in Pretoria, das die beiden gegen Rikke de Koning und Stéphanie Visscher mit 6:74 und 3:6 verloren. Anfang März konnte sie beim W15 in Scharm asch-Schaich ihren zweiten Doppeltitel gewinnen.

## Turniersiege

### Doppel
| Nr. | Datum         | Turnier             | Kategorie | Belag     | Partnerin               | Finalgegnerinnen                    | Ergebnis          |
| --- | ------------- | ------------------- | --------- | --------- | ----------------------- | ----------------------------------- | ----------------- |
| 1.  | 13. Juli 2024 | Chambéry-Bissy      | ITF W15   | Hartplatz | Jekaterina Owtscharenko | Viola Turini Maria Vittoria Viviani | 6:1, 6:1          |
| 2.  | 8. März 2025  | Scharm asch-Schaich | ITF W15   | Hartplatz | Jewgenija Burdina       | Inês Murta Franziska Sziedat        | 7:64, 1:6, [10:8] |